# Crotó
Crotó (en grec antic Κρότων) va ser, segons la mitologia grega, un heroi que vivia a les riberes de l'Èsar, al sud d'Itàlia.
Quan Hèracles tornava de buscar els bous de Geríon, Crotó l'acollí a casa seva, el lloc de la futura ciutat de Crotona. Però Lacini, un rei de les rodalies, va tractar de robar a Hèracles el bestiar. L'heroi el va matar, juntament amb Crotó de manera accidental, durant la lluita que es va establir. Hèracles com a expiació, li va erigir una gran sepultura, profetitzant que en aquell lloc més endavant s'alçaria la ciutat de Crotona.
De vegades es considera Crotó germà d'Alcínou, rei dels feacis. Un dels seus descendents, Míscel, va fundar la ciutat de Crotona al lloc on hi havia la seua tomba.